# David Cage
Pour les articles homonymes, voir Cage (homonymie).
David Cage, de son véritable nom David De Gruttola, est un créateur de jeux vidéo français né le 9 juin 1969 à Mulhouse.
Il est le fondateur et PDG du studio Quantic Dream, fondé en 1997, dans lequel il a réalisé les jeux The Nomad Soul, Fahrenheit, Heavy Rain, Beyond: Two Souls et Detroit: Become Human.

## Carrière

### Débuts
Durant son enfance, il est intéressé par les jeux vidéo.
Il fait des études d’économie à la faculté de Strasbourg, il choisit plus tard d'arrêter ses études en cours de route et de se lancer dans la musique. Lorsqu’il s'installe à Paris dans les années 1990, David De Gruttola commence par travailler dans une maison de disques et compose des musiques pour des jeux vidéo. Il rachète en 1993 un studio privé, qu’il baptise Totem Interactive et qui fournira des compositions aussi bien aux milieux de la publicité et de la télévision qu'à celui des jeux vidéo.
Ses premiers travaux, réalisés sous son véritable nom ou sous celui de son studio, Totem, incluent les compositions musicales des jeux vidéo Super Dany (1994), Cheese Cat-Astrophe starring Speedy Gonzales (1995), Timecop (1995) et Hardline (1997).

### Quantic Dream

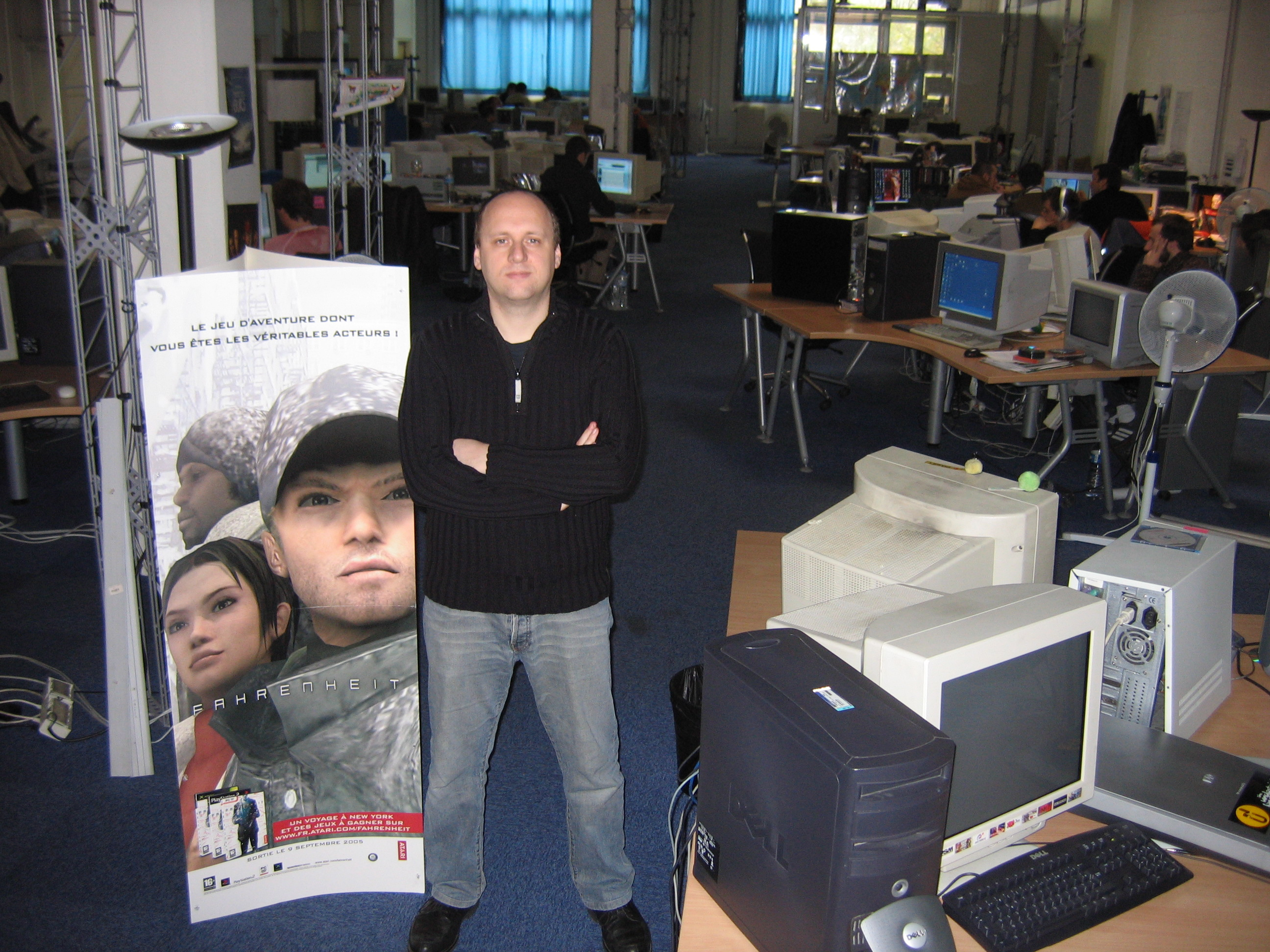
David Cage le 5 octobre 2005 dans les locaux de Quantic Dream.

Au début des années 1990, il décide d’écrire un scénario de jeu vidéo en parallèle de ses autres activités.
Depuis 1997, David De Gruttola est le scénariste, réalisateur et game director des jeux produits par son studio. Il a occupé le poste de directeur créatif sur les cinq jeux créés par Quantic Dream, à savoir :
- 1999 : The Nomad Soul
- 2005 : Fahrenheit
- 2010 : Heavy Rain
- 2013 : Beyond: Two Souls
- 2018 : Detroit: Become Human

Au cours de sa carrière, il collabore avec différents éditeurs : Eidos Interactive, Vivendi, Atari, Microsoft, puis finalement Sony Computer Entertainment, avec qui il signe un contrat d'exclusivité d'une durée de douze ans. Il travaille également avec des artistes venant du cinéma et de la musique, dont David Bowie, Elliot Page et Willem Dafoe, Hans Zimmer, Clancy Brown et Lance Henriksen.
La collaboration entre David Bowie et Quantic Dream pour le jeu The Nomad Soul débouche, entre autres, sur la composition de l’album « HOURS », comprenant 12 chansons et créé à Paris pour le jeu, ainsi que l'exécution de trois concerts virtuels dans les décors du jeu, en utilisant la capture de mouvement en temps réel,.
La création de chacun de ces jeux vidéo demande un important travail d’écriture. À titre d'exemple, le script d’Heavy Rain fait plus de 2 000 pages et celui de Detroit: Become Human plus de 4000 pages,.
En plus des postes qu'il occupe sur les différents jeux créés par sa société, David De Gruttola est également le PDG de Quantic Dream.

## Style de ses jeux vidéo
Les jeux sur lesquels il a occupé le poste de directeur créatif mettent l'accent sur l'histoire et l'impact des choix des joueurs sur le déroulement de cette histoire,. Dès lors, les gameplays de ses jeux doivent se mettre au service du scénario, quitte à limiter l'interactivité. Cette manière de penser les jeux est appréciée par une partie de la presse vidéoludique, qui salue la qualité des scénarios et des gameplays des opus développés par Quantic Dream,,. Mais dans le même temps, les jeux de David De Gruttola sont régulièrement critiqués par une autre partie de la presse spécialisée,,, qui estime que ses productions délaissent trop l'interactivité au profit des cinématiques,.
Malgré ces clivages au sein de la presse vidéoludique et les controverses nées autour du développement de Detroit: Become Human, la dernière production de David De Gruttola fut un gros succès auprès des joueurs. Ses jeux ont également remporté depuis vingt ans la plupart des récompenses internationales, dont notamment 2 BAFTA.

### Capture de mouvement
Quantic Dream et David De Gruttola sont parmi les premiers à avoir utilisé la technique de la capture de mouvement optique afin de créer des personnages de jeux vidéo plus réalistes. Le studio dispose d'ailleurs de son propre plateau de tournage en capture de mouvement. La capture de mouvement est régulièrement utilisée par De Gruttola pour créer des personnages basés sur des acteurs réels, dans Nomad Soul. Cette technique sera ensuite réutilisée pour les jeux Heavy Rain, puis Beyond: Two Souls, avec la participation d'Elliot Page et Willem Dafoe, et enfin Detroit: Become Human, avec la participation de Bryan Dechart, Valorie Curry et Jesse Williams.

## Controverses
En janvier 2018, Quantic Dream est l'objet d'une enquête menée conjointement par Le Monde, Mediapart et Canard PC. Ceux-ci dénoncent les méthodes de management de l'entreprise : « une culture d’entreprise toxique, une direction aux propos et attitudes déplacés, des employés sous-considérés, des charges de travail écrasantes et des pratiques contractuelles douteuses »,,. David De Gruttola est notamment accusé de racisme, de misogynie et d'homophobie. Le créateur s'en est défendu en faisant valoir qu'il a travaillé avec l'acteur Elliot Page qui défend les droits LGBT et l'acteur Jesse Williams qui se bat pour les droits civils aux États-Unis. Certains des ex-employés de Quantic Dream interrogés dans le cadre de cette enquête ont attaqué la société devant les Prud'hommes et Quantic Dream a été condamné le 21 novembre 2019 à verser 5 000 euros à l'un d'entre eux.
En avril 2018, Quantic Dream porte plainte en diffamation contre Le Monde et Mediapart.
Le 9 septembre 2021, Mediapart gagne définitivement en justice contre Quantic Dream.
Les juges estiment que « les journalistes disposaient, pour chacune des imputations, d’une base factuelle suffisante », qualifiant aussi le travail journalistique avec les expressions suivantes « bonne foi », « représente un but légitime d’information, et même un sujet d’intérêt général », « aucune animosité personnelle ». Ils valident aussi l'existence de transactions financières non déclarées, le « vrai-faux licenciement » de Guillaume de Fondaumière, et des procédures de licenciement étrangement similaires.

## Distinctions
David De Gruttola est Chevalier de l’Ordre des Arts et des Lettres depuis le 21 décembre 2007 et Chevalier de la Légion d'honneur depuis le 13 mars 2014.

## Vie personnelle
Il déclare être athée lors d'une interview à propos du jeu Beyond: Two Souls.